# 164 TCN
Năm 164 TCN là một năm trong lịch Julius. 

## Sinh
- Cleopatra Thea